# Nautilus stenomphalus
Nautilus stenomphalus är en bläckfiskart som beskrevs av Sowerby 1848. Nautilus stenomphalus ingår i släktet Nautilus och familjen pärlbåtar. Inga underarter finns listade i Catalogue of Life.